# Wedel
Wedel és una vila del districte de Pinneberg, al Land de Schleswig-Holstein, Alemanya. És situada a la riba dreta de l'Elba, a uns 20 km al sud d'Elmshorn, i a 17 km a l'oest d'Hamburg.

## Persones il·lustres
- Ernst Barlach (1870-1938), artista.